# Ribeira do Piauí
Ribeira do Piauí là một đô thị thuộc bang Piauí, Brasil. Đô thị này có diện tích 990,678 km², dân số năm 2007 là 4129 người, mật độ 4,17 người/km².